# Фокшани
Фокшани (Фокшань; рум. Focșani) — місто на сході Румунії, в Румунській Молдові. Адміністративний центр повіту Вранча. 103,2 тис. мешканців (2002).

## Історія

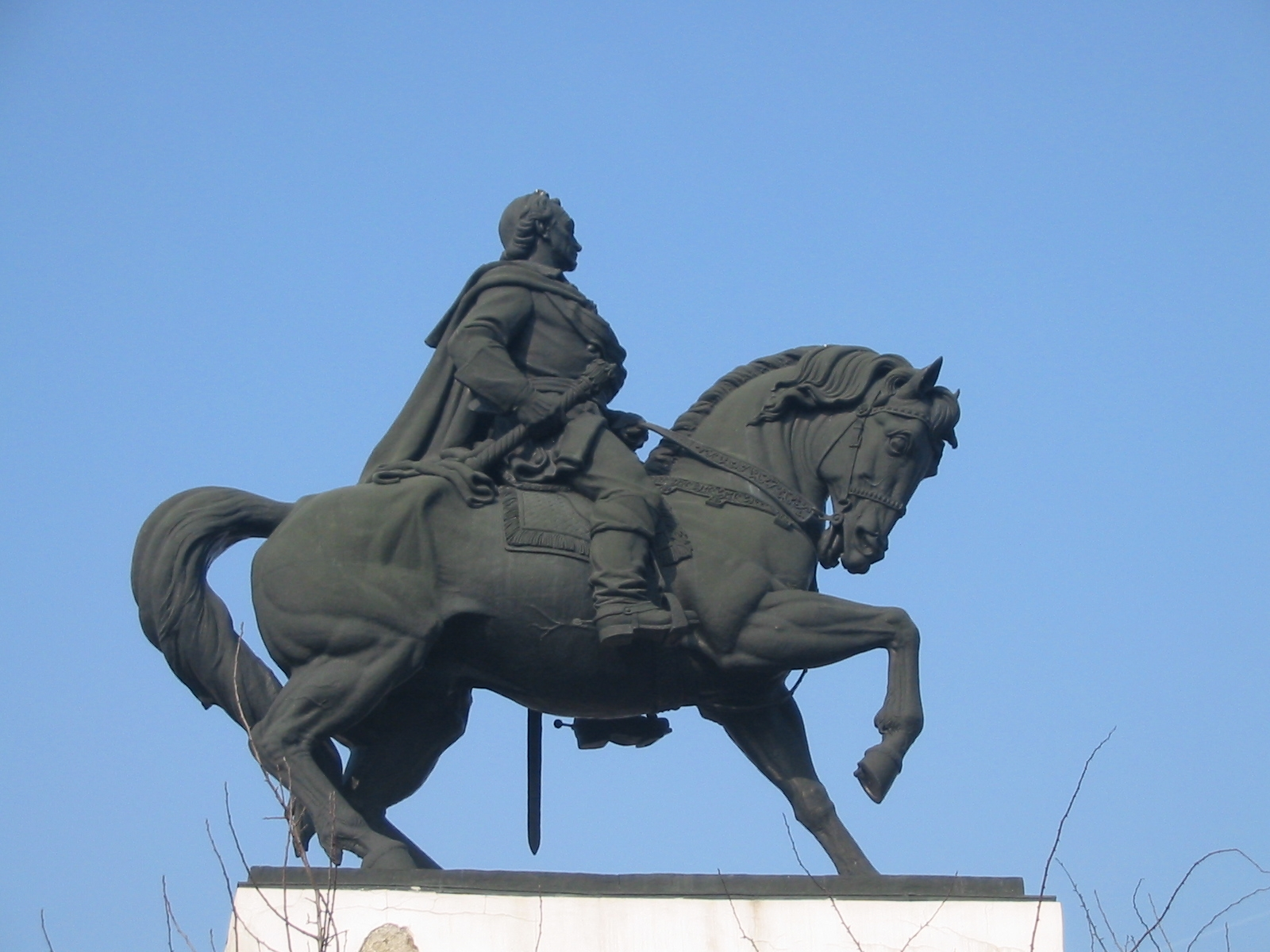
Пам'ятник Суворову у Фокшанах

У районі Фокшан під час російсько-турецької війни 1787-92 російсько-австрійські війська (17 тис. чол.) під командуванням генерала О. В. Суворова 21 липня (1 серпня) 1789 завдали поразки турецьким військам Осман-Паші (30 тис. чол.). Дивізія Суворова прикривала в районі Бирлада праве крило російської армії, яка зосередилася на схід від р. Дністер, і підтримувала зв'язок з австрійським корпусом принца Кобургського, розташованим біля Аджуда на р. Сірет.
Принц Кобургський, виявивши підготовку супротивника до активних дій проти австрійських військ, звернувся по допомогу до Суворова, який 16 липня виступив із Бирлада із 5-тис. загоном і 17 липня з'єднався з австрійцями. 19 липня російсько-австрійські війська перейшли у наступ, 20 липня відкинули турецький авангард і 21 липня підійшли до турецького укріпленому табору у Фокшанах. Відбивши атаки турецької кінноти, російсько-австрійські війська стрімким ударом увірвалися в табір і змусили супротивника втікати. Турки втратили тільки вбитими 1500 чол., втрати росіян — 400 чол.

## Господарство
- Машинобудування,
- деревообробка,
- харчова промисловість.

Центр виноградарського та виноробницького району.

## Відомі люди
- Каміль Балтазар — румунський поет.
- Думитру Оленеску-Асканіо (1849—1908) — румунський письменник, драматург, поет і перекладач.
- Анхел Саліні — інженер, побудував міст Кароля Першого через Дунай.
- Георге Татареску — художник, піонер неокласицизму.
- Іон Мінку — архітектор, на його честь названо університет будівництва та архітектури у Бухаресті.